# کارل فروند
کارل دبلیو. فروند (آلمانی: Karl W. Freund؛ ۱۶ ژانویهٔ ۱۸۹۰ – ۳ مه ۱۹۶۹) فیلمبردار و کارگردان اهل آلمان بود. وی بین سال‌های ۱۹۲۰ تا ۱۹۶۹ میلادی فعالیت می‌کرد.

## زندگی‌نامه
کارل فروند متولد ۱۸۹۰ در بوهمیا ابتدا به عنوان فیلمبردار خبری برای پاته در برلین شروع به کار می‌کند ولی بعداً با روبرت وینه به همکاری می‌پردازد و سپس در سال‌های ۱۹۲۰ در تعدای از فیلم‌های مرنو با او همکاری می‌کند. سرانجام در ۱۹۲۹ به هالیوود می‌رود. باید گفت که جایزه اسکار بهترین فیلمبرداری را بخاطر خاک خوب (۱۹۳۷) را از آن خود می‌کند.

## فیلم‌شناسی

### فیلم‌بردار
1. گولم (۱۹۲۰)
2. لوکرس بورژیا (۱۹۲۲)
3. ماریتزا (۱۹۲۲)
4. خاک سوزان (۱۹۲۲)
5. تبعید (۱۹۲۳)
6. آخرین مد (۱۹۲۴)
7. دارایی‌های دوک بزرگ (۱۹۲۴)
8. تارتوف (۱۹۲۶)
9. فاوست (۱۹۲۶)
10. متروپولیس (۱۹۲۷)
11. دراکولا (۱۹۳۱)
12. خیابان پشتی (۱۹۳۲)
13. پست هوایی (۱۹۳۲)
14. خاک خوب (۱۹۳۷)
15. معرفی نامه (۱۹۳۸)
16. پسر طلایی (۱۹۳۹)
17. فلوریان (۱۹۴۰)
18. تورتیلا فلت (۱۹۴۲)
19. پسری بنام جو (۱۹۴۴)
20. جریان زیرین (۱۹۴۶)
21. کی لارکو (۱۹۴۸)
22. جنوب سن لوئی (۱۹۴۹)
23. مونانا (۱۹۵۰)

### کارگردان
1. مومیایی (۱۹۳۲)
2. مهتاب و ملودی (۱۹۳۳)
3. خانم جاسوس (۱۹۳۴)
4. کنتس مونت کریستو (۱۹۳۴)
5. عشق جنون آسا - دست‌های اورلاک (۱۹۵۳)